# Heliconius ismenius

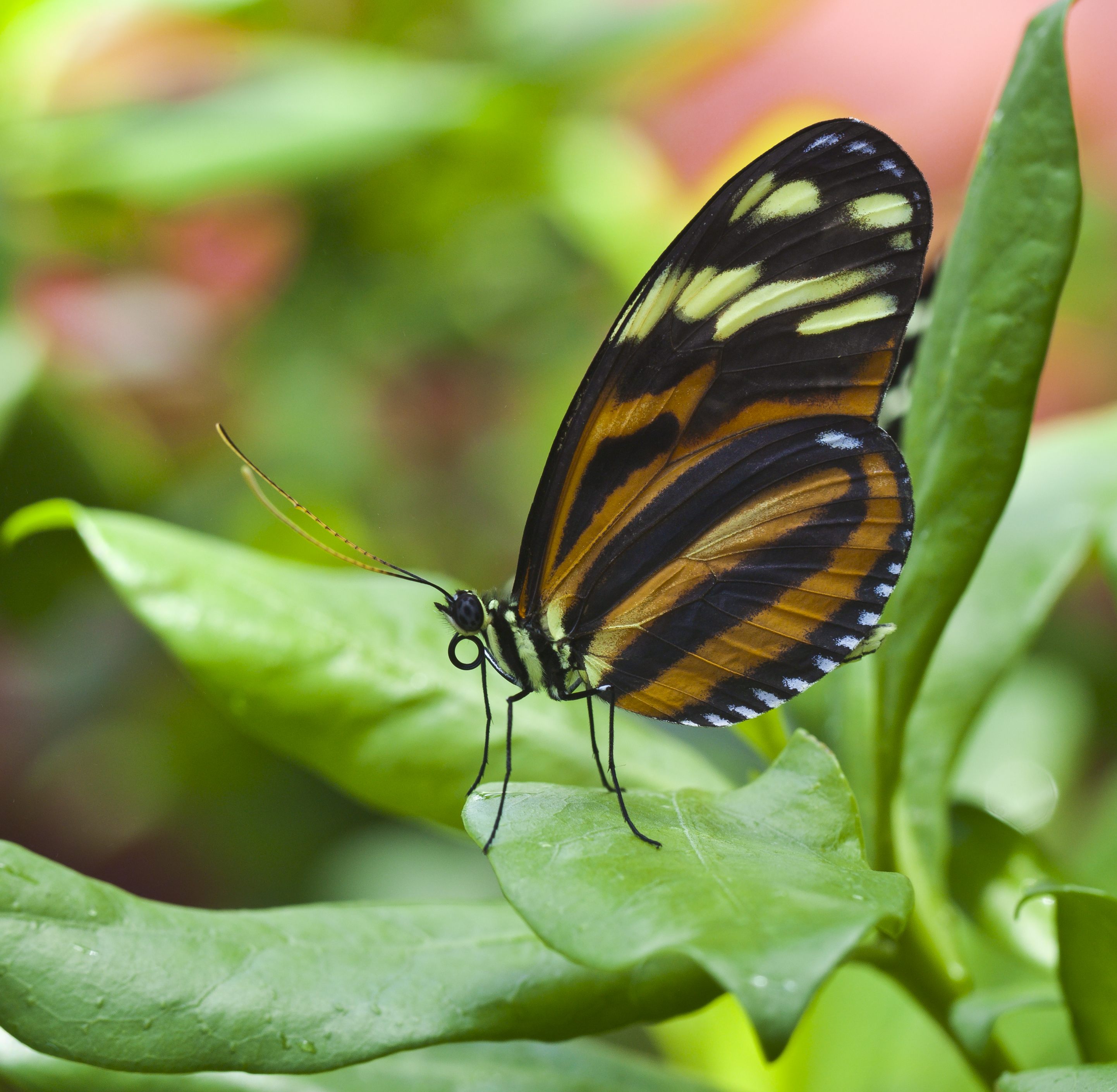
Spodní strana křídel Heliconius ismenieus

Heliconius ismenius je motýl z čeledi babočkovitých vyskytující se ve Střední Americe a na severu Jižní Ameriky. Je hojný na jihu v Ekvádoru a Venezuele a na severu až v Mexiku, Guatemale a Belize. Pierre André Latreille, francouzský zoolog, popsal Heliconius ismenius v roce 1817. H. ismenius se podobá řadě dalších motýlů a je příkladem müllerovské mimikry, což je přirozený jev při kterém si dva nebo více druhů sdílející společné predátory vzájemně napodobují své varovné signály ke vzájemnému prospěchu.

## Vývoj
Jako každý jiný motýl, Heliconius ismenius začíná jako vajíčko, dorůstá do larválního a housenkového stádia, zakuklí se a pak dospěje v motýla. Vajíčka jsou rozprostřena pod samostatnými listy, přičemž samice umístí pouze jedno nebo dvě vajíčka na určité místo hostitelské rostliny. Vajíčka jsou malá a žlutá a mají přibližně 1,3 mm na výšku a 0,8 mm na šířku. Během dospívání se larvy zvětšují, jsou přibližně 2 cm velké a zbarví se. Mají oranžovou hlavu a bílé tělo s černými skvrnami po celém těle. Bylo pozorováno, že kukly mají silný prohnutý hrudník s 5 páry černé páteře v břiše. Kukly jsou hnědé a na hřbetu mají v průměru tři nazlátlé skvrny. U dospělého motýla mají tykadla kolem dokola krátké černé ostny.

## Potrava
Heliconius ismenius je znám tím, že se živí specifickými rostlinami. Rostlina, na které jedinec zůstává po celý svůj život, se nazývá hostitelská rostlina. Hostitelské rostliny oblíbené u H. ismenius se nacházejí v podrodech Distephana a rodech Granadilla. Výhradně v Kostarice se živí také na Passiflora platyloba, P. ambigua, P. alata a P. pedata (rostliny z rodu mučenka).

## Chování
V deštných pralesích se nacházejí do výšky 1500 metrů. Během noci je běžné, že dospělci tvoří skupiny, které poletují ve výšce 3 až 10 metrů nad zemí. Tyto skupiny se obvykle nacházejí podél okrajů lesa na větvích a úponcích hostitelských rostlin a stromů.

## Poddruhy
- H. i. boulleti, Neustetter, 1928
- H. i. clarescens, Butler, 1875
- H. i. fasciatus, Godman & Salvin
- H. i. ismenius, Latreille, 1817
- H. i. metafora, Weymer, 1883
- H. i. occidentalis, Neustetter, 1928
- H. i. telchinia, Doubleday, 1847
- H. i. tilletti, Brown & Fernández, 1976